# Жан Мабільон
Жан Мабільон (фр. Jean Mabillon, 23 листопада 1632, Сен-П'єрмон — 27 грудня 1707, Париж) — французький монах-бенедектинець, маврист, науковець, ерудит; вважається засновником палеографії і дипломатики.

## Життєпис
Народився в Сен-П'єррмон (фр. Saint-Pierremont, Ardennes).
У 1644 році він вступив до коледжу (фр. Collège des Bons Enfants in Reims) від університету Реймса (в Реймсі). 1650 року він став семінаристом, 1653 — покинув дієцезіальну семінарію і став ченцем в абатстві Сен-Ремі. 1663 року його перевели до абатства Сен-Деніс (фр. Saint-Denis). Наступного року — до Сен-Жерменського абатства (фр. Saint-Germain-des-Prés in Paris), в цей період життя він знайомиться з багатьма відомими науковцями.
1667 року була опублікована праця про св. Бернарда Клерворського, над якою він працював в цьому абатстві. Також в цей час спільно з Люком Ашері він працював над працею «Acta Ordinis S. Benedicti» (опублікована між 1668 та 1701 роками, містить 9 томів).
1701 року він став одним з засновників Академії надписів та красного письменства та її членом.
У 1707 року він помер і був похований в церкві Сен-Жерменського абатства в Парижі.

## Праці

Annales Ordinis Sancti Benedicti, 1739

1681 року була опублікована найголовніша праця вченого «De re diplomatica libri sex», в якій йшла мова про різні види середньовічних манускриптів і рукописів, і яка вважається фундаментом дипломатики і палеографії.
Трактат складається з 6 частин-книг:
1. перша книга про документи загалом, про характер документів про їх різновиди;
2. вчення про стиль документів і грамот, про зовнішні ознаки, хронологія документів;
3. про визначення достовірності документа;
4. про палаци франкських королів, які вказані в їхніх дипломах, що допомагало датувати самі дипломи;
5. палеографічного характеру;
6. збірник документів